# Línea de Taichung

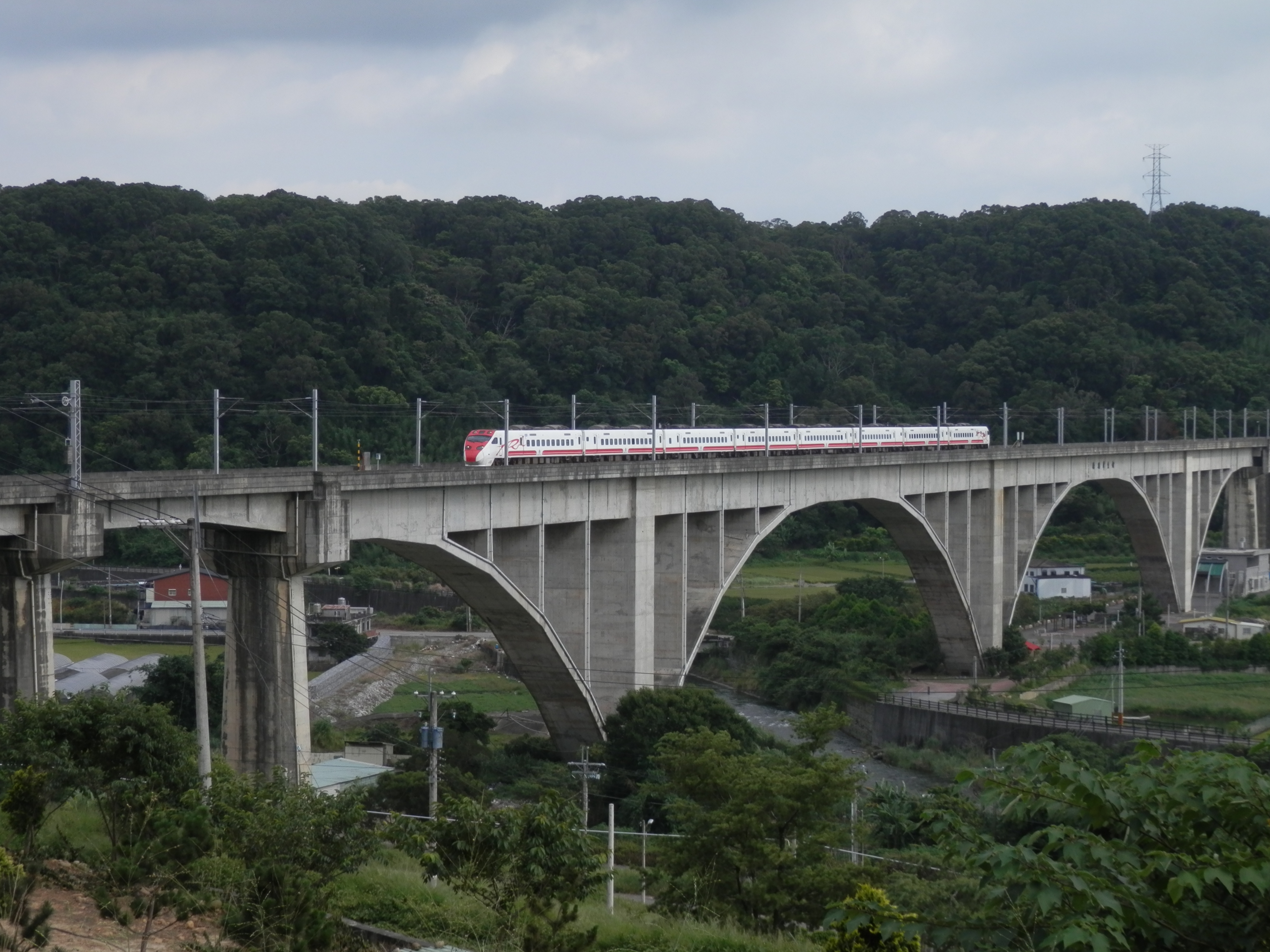
EMU TEMU2000 desde la estación de Tai'an y la estación de Sanyi Station.

La Línea de Taichung (台中線) es una línea de la Administración del Ferrocarril de Taiwán.

## Estaciones
- Wikimedia Commons alberga una categoría multimedia sobre Línea de Taichung.
- Jhunan: Conectar con la línea occidental
- Zaociao
- Fongfu
- Miaoli
- Nanshih
- Tongluo
- Sanyi
- Shengsing: Servicio terminado en septiembre de 1998
- Taian
- Houli
- Fongyuan
- Tanzih
- Taiyuan
- Taichung
- Dacing
- Wurih
- New Wurih: Transferencia al Taiwán Alta Velocidad Carril (futuro)
- Chenggong: Conectar a línea de Chengjhuei
- Changhua: Conectar con la línea occidental

- Datos: Q697510
- Multimedia: TRA Taichung Line / Q697510